# Lough Ree
Lough Ree (irsky Loch Rí) je jezero uprostřed Irska (Connacht, Leinster), druhé ze tří velkých jezer na řece Shannon. Lough Ree je druhé největší jezero na Shannonu po Lough Derg. Další dvě velká jezera jsou Lough Allen na severu a Lough Derg na jihu, a je tam také několik menších jezer. Jezero slouží jako hranice mezi hrabstvími Longford a Westmeath (obě v provincii Leinster) a hrabstvím Roscommon v provincii Connacht na východní straně. Má rozlohu 105 km² a objem 0,651 km³. Je 25 km dlouhé a 7 km široké. Jeho průměrná hloubka je 6,2 m a dosahuje maximální hloubky 35 m.

## Ostrovy

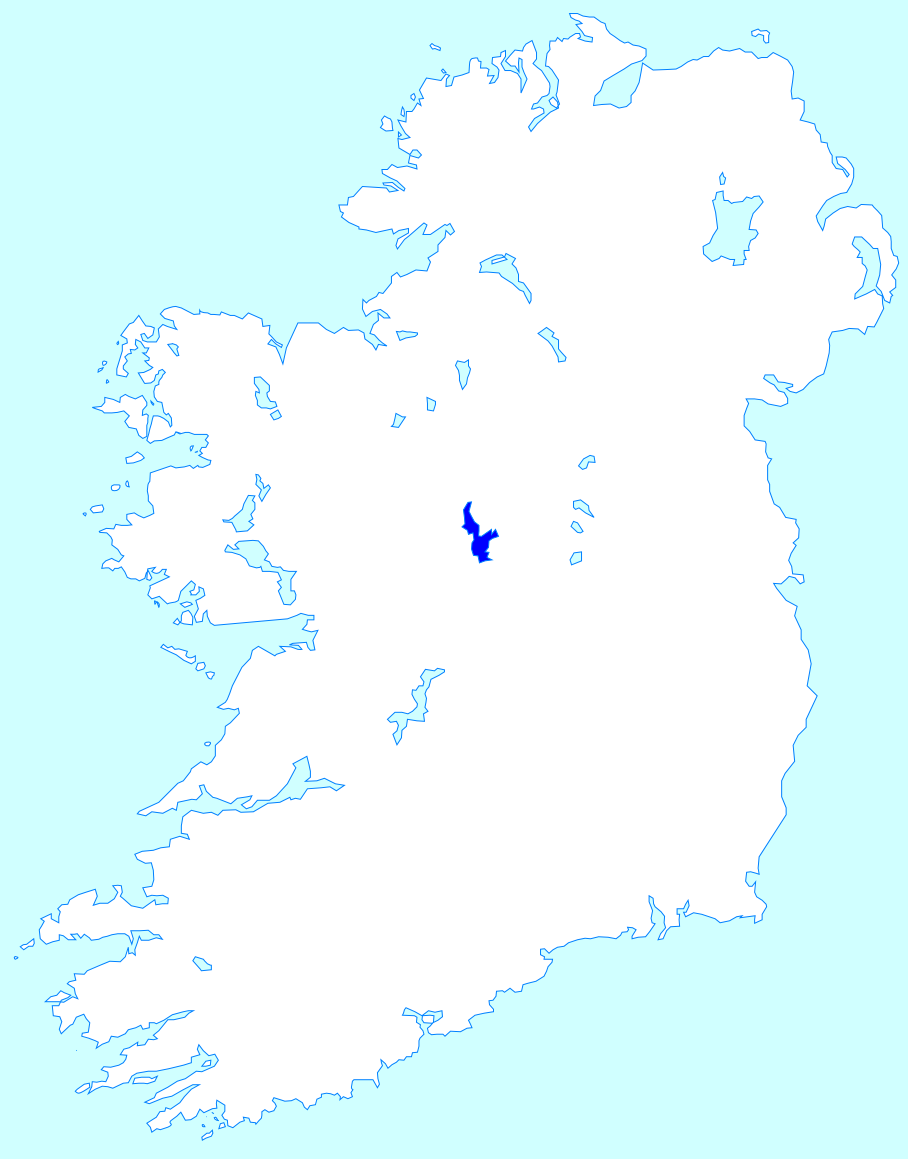
poloha jezera na mapě Irska

Největší ostrovy jsou Inchmore (0,865 km²) a Saits (0,82 km²). Na ostrově Inchcleraun (0,577 km²) (irsky Inis Cloithreann) v severní části jezera leží klášter založený křesťany, který obsahuje zbytky několika starých kostelů. Podle irské legendy byla na ostrově zabita královna Maeve.

## Využití
Jezero je s oblibou využívané k rybářství a lodní dopravě. Na jezeře se loví úhoři a jsou zde proslulí úhoři na kolech nákladních aut.
Na jižním konci jezera leží město Athlone (Ath Luain) a je zde přístav pro lodě jezdící na jezeře. Malé město Lanesborough leží na severním konci jezera. Po západním břehu vede silnice č. 61 a po východním břehu silnice č. 55. Severního konce jezera se dotýká silnice č. 63.